# Chevron B24

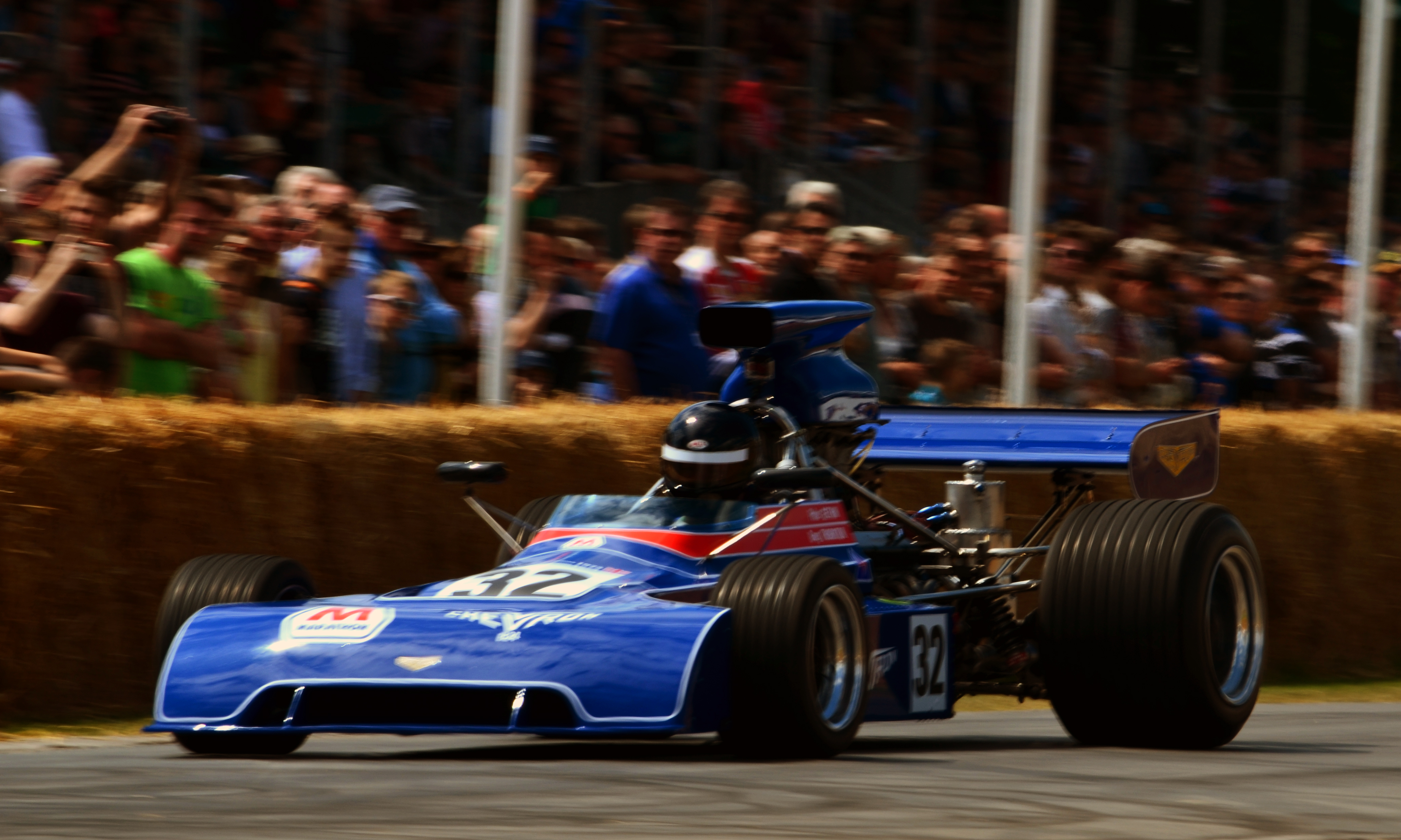
Chevron B24

Der Chevron B24 war ein Formel-5000-Rennwagen, der 1972 bei Chevron Cars entwickelt wurde. Er war Chevrons erste Formel-5000-Konstruktion und damit der Einstieg des britischen Rennwagenherstellers in den Bau von großen Monopostos.

## Geschichte
Zuvor hatte sich Chevron auf Fahrzeuge der kleineren Formel-Klassen beschränkt. In der Nomenklatur der Firma folgte der B24 auf den Chevron B23, einem 2-Liter-Hubraum-Sportwagen, der Anfang der 1970er-Jahre entwickelt wurde. Der B24 wurde ursprünglich als Einzelanfertigung für Brian Redman gebaut. Er basierte auf dem Chevron B20 Formel 2-Auto das für die Anforderungen der F5000 adaptiert wurde.

## Technik
Chevron baute insgesamt 10 Exemplare, die alle mit einem V8-Motor von Chevrolet ausgestattet wurden. Sie wurden mit einem Hewland 5-Gang Getriebe als tragendem Teil des Chassis sowie Scheibenbremsen ausgestattet.

## Renneinsätze
Der B24 war ein erfolgreiches Rennfahrzeug, mit dem zahlreiche Rennsiege eingefahren wurden. Brian Redman gewann gleich den ersten Renneinsatz Mitte Mai 1972 beim Oulton Park Gold Cup. Der Wagentyp ist auch insofern bemerkenswert, als er den einzigen Erfolg eines Formel-5000-Wagens über Formel-1-Fahrzeuge markiert. 1973 siegte Peter Gethin mit einem Werks-B24 beim für Formel-5000- und Formel-1-Rennwagen ausgeschriebenen Race of Champions in Brands Hatch.
Teddy Pilette gewann mit dem Team VDS B24 die Europäische Formel-5000-Meisterschaft 1973.
Einige Chevron B24 wurden später für Renneinsätze in der Can-Am-Serie zu B28 umgebaut.